# Кольцевая линия (Харьков)
Кольцевая линия (укр. Кільцева лінія) — проектируемая четвёртая линия и первая кольцевая Харьковского метрополитена. Свяжет все районы города Харькова. На схемах будет обозначаться фиолетовым цветом и числом .
Открытие было запланировано не ранее 2040 года, но после начавшегося вторжения России на Украину, все сроки проектирования и строительства пока неясны.

## История

### Изначальный проект
По изначальному плану, линия должна была стать ответвлением от станции «Академика Барабашова» Салтовской линии вдоль Юбилейного проспекта с возведением станций «Гвардейцев-Широнинцев» (ныне «Юбилейная»), «Проспект Тракторостроителей» и «Восточная Салтовка» (ныне «Валентиновская»). 

### Новый проект
Новым Генеральным планом города Харькова предусматривается строительство полноценной линии метрополитена от станции «Героев Труда» до станции «Имени А. С. Масельского» (через 602-й микрорайон). Новый проект был разработан институтом «Харьковметропроект». В дальнейшей перспективе, линия станет первой частью будущего кольца: следующей после «Имени А. С. Масельского» будет станция в районе Александровского проспекта, затем метро пройдет в районе проспекта Байрона (ранее Героев Сталинграда) и замкнется на «Одесской». В случае появления достаточного финансирования, строительство линии будет начато, сразу после открытия станций «Державинская» и «Одесская» Алексеевской линии. На линии будут наземные участки в районе Восточной Салтовки, где она будет пересекать реку Немышлю.